# BAFA NL Premiership 2014
La BAFA NL Premiership 2014 è la 29ª edizione del campionato di football americano di primo livello, organizzato dalla BAFA.

## Squadre partecipanti
| Club                  | Città         | Stadio | Sponsor ufficiale | Risultato nella stagione 2013 |
| --------------------- | ------------- | ------ | ----------------- | ----------------------------- |
| Berkshire Renegades   | Reading       |        |                   |                               |
| Birmingham Bulls      | Birmingham    |        |                   |                               |
| Bristol Aztecs        | Bristol       |        |                   |                               |
| Cambridgeshire Cats   | Cambridge     |        |                   |                               |
| Colchester Gladiators | Colchester    |        |                   |                               |
| Coventry Jets         | Coventry      |        |                   |                               |
| Doncaster Mustangs    | Doncaster     |        |                   |                               |
| East Kent Mavericks   | Canterbury    |        |                   |                               |
| East Kilbride Pirates | East Kilbride |        |                   |                               |
| Gateshead Senators    | Jarrow        |        |                   |                               |
| Lancashire Wolverines | Blackburn     |        |                   |                               |
| London Blitz          | Londra        |        |                   |                               |
| London Olympians      | Londra        |        |                   |                               |
| London Warriors       | Londra        |        |                   |                               |
| Nottingham Caesars    | Nottingham    |        |                   |                               |
| Yorkshire Rams        | Leeds         |        |                   |                               |
| Sheffield Predators   | Sheffield     |        |                   |                               |
| South Wales Warriors  | Llanharan     |        |                   |                               |
| Tamworth Phoenix      | Atherstone    |        |                   |                               |

## Stagione regolare

### Calendario

#### 1ª giornata
| 13 aprile 2014 | Gateshead Senators | 60 – 6 | Doncaster Mustangs |  |

| 13 aprile 2014 | Berkshire Renegades | 7 – 19 | Cambridgeshire Cats |  |

#### 2ª giornata
| 20 aprile 2014 | Gateshead Senators | 0 – 72 | East Kilbride Pirates |  |

| 20 aprile 2014 | Lancashire Wolverines | 0 – 36 | Tamworth Phoenix |  |

| 20 aprile 2014 | Berkshire Renegades | 0 – 41 | Bristol Aztecs |  |

#### 3ª giornata
| 27 aprile 2014 | Doncaster Mustangs | 0 – 1 (a tavolino) | East Kilbride Pirates |  |

| 27 aprile 2014 | Nottingham Caesars | 0 – 56 | Tamworth Phoenix |  |

| 27 aprile 2014 | Coventry Jets | 14 – 0 | Gateshead Senators |  |

| 27 aprile 2014 | London Blitz | 43 – 0 | South Wales Warriors |  |

| 27 aprile 2014 | Cambridgeshire Cats | 20 – 28 | East Kent Mavericks |  |

#### 4ª giornata
| 3 maggio 2014 | Coventry Jets | 27 – 12 | Birmingham Bulls |  |

| 4 maggio 2014 | Cambridgeshire Cats | 6 – 52 | London Blitz |  |

| 4 maggio 2014 | London Warriors | 44 – 0 | Berkshire Renegades |  |

| 4 maggio 2014 | London Olympians | 20 – 8 | East Kent Mavericks |  |

| 4 maggio 2014 | South Wales Warriors | 14 – 12 | Colchester Gladiators |  |

#### 5ª giornata
| 11 maggio 2014 | Nottingham Caesars | 14 – 6 | Doncaster Mustangs |  |

| 11 maggio 2014 | Tamworth Phoenix | 12 – 0 | Coventry Jets |  |

| 11 maggio 2014 | Yorkshire Rams | 11 – 8 | Sheffield Predators |  |

| 11 maggio 2014 | Lancashire Wolverines | 19 – 12 | Birmingham Bulls |  |

| 11 maggio 2014 | Bristol Aztecs | 52 – 0 | South Wales Warriors |  |

| 11 maggio 2014 | Berkshire Renegades | 18 – 23 | London Olympians |  |

#### 6ª giornata
| 18 maggio 2014 | Sheffield Predators | 0 – 41 | East Kilbride Pirates |  |

| 18 maggio 2014 | Gateshead Senators | 18 – 10 | Nottingham Caesars |  |

| 18 maggio 2014 | London Warriors | 62 – 6 | Cambridgeshire Cats |  |

| 18 maggio 2014 | East Kent Mavericks | 37 – 40 | Colchester Gladiators |  |

#### 7ª giornata
| 25 maggio 2014 | Lancashire Wolverines | 6 – 17 | Yorkshire Rams |  |

| 25 maggio 2014 | Tamworth Phoenix | 72 – 0 | Doncaster Mustangs |  |

| 25 maggio 2014 | Gateshead Senators | 6 – 28 | Sheffield Predators |  |

| 25 maggio 2014 | Berkshire Renegades | 7 – 6 | South Wales Warriors |  |

| 25 maggio 2014 | East Kent Mavericks | 0 – 60 | London Warriors |  |

| 25 maggio 2014 | Bristol Aztecs | 20 – 14 | London Olympians |  |

| 25 maggio 2014 | Colchester Gladiators | 12 – 33 | Cambridgeshire Cats |  |

#### 8ª giornata
| 1º giugno 2014 | Yorkshire Rams | 10 – 15 | Birmingham Bulls |  |

#### 9ª giornata
| 8 giugno 2014 | East Kilbride Pirates | 38 – 6 | Lancashire Wolverines |  |

| 8 giugno 2014 | Yorkshire Rams | 6 – 24 | Coventry Jets |  |

| 8 giugno 2014 | Birmingham Bulls | 30 – 0 | Gateshead Senators |  |

| 8 giugno 2014 | London Blitz | 52 – 26 | London Olympians |  |

| 8 giugno 2014 | South Wales Warriors | 17 – 14 | East Kent Mavericks |  |

| 8 giugno 2014 | Colchester Gladiators | 0 – 62 | London Warriors |  |

#### 10ª giornata
| 15 giugno 2014 | Lancashire Wolverines | 64 – 18 | Doncaster Mustangs |  |

| 15 giugno 2014 | Nottingham Caesars | 3 – 33 | Birmingham Bulls |  |

| 15 giugno 2014 | Colchester Gladiators | 7 – 9 | Berkshire Renegades |  |

#### 11ª giornata
| 21 giugno 2014 | East Kilbride Pirates | 81 – 7 | Nottingham Caesars |  |

| 22 giugno 2014 | Doncaster Mustangs | 0 – 52 | Coventry Jets |  |

| 22 giugno 2014 | Gateshead Senators | 24 – 38 | Yorkshire Rams |  |

| 22 giugno 2014 | Sheffield Predators | 12 – 59 | Tamworth Phoenix |  |

| 22 giugno 2014 | East Kent Mavericks | 14 – 55 | Bristol Aztecs |  |

| 22 giugno 2014 | London Olympians | 0 – 61 | London Warriors |  |

| 22 giugno 2014 | London Blitz | 126 – 0 | Colchester Gladiators |  |

#### 12ª giornata
| 29 giugno 2014 | East Kilbride Pirates | 1 – 0 (a tavolino) | Yorkshire Rams |  |

| 29 giugno 2014 | Tamworth Phoenix | 20 – 0 | Birmingham Bulls |  |

| 29 giugno 2014 | Coventry Jets | 0 – 7 | Lancashire Wolverines |  |

| 29 giugno 2014 | London Warriors | 62 – 0 | Bristol Aztecs |  |

| 29 giugno 2014 | London Blitz | 79 – 0 | East Kent Mavericks |  |

| 29 giugno 2014 | South Wales Warriors | 21 – 20 | Cambridgeshire Cats |  |

#### 13ª giornata
| 13 luglio 2014 | Coventry Jets | 13 – 0 | Nottingham Caesars |  |

#### 14ª giornata
| 19 luglio 2014 | Birmingham Bulls | 0 – 51 | East Kilbride Pirates |  |

| 20 luglio 2014 | Doncaster Mustangs | 6 – 30 | Yorkshire Rams |  |

| 20 luglio 2014 | Nottingham Caesars | 12 – 24 | Sheffield Predators |  |

| 20 luglio 2014 | Berkshire Renegades | 0 – 68 | London Blitz |  |

| 20 luglio 2014 | London Warriors | 70 – 0 | South Wales Warriors |  |

| 20 luglio 2014 | Bristol Aztecs | 41 – 7 | Cambridgeshire Cats |  |

#### 15ª giornata
| 27 luglio 2014 | East Kilbride Pirates | 28 – 3 | Coventry Jets |  |

| 27 luglio 2014 | Birmingham Bulls | 29 – 36 | Sheffield Predators |  |

| 27 luglio 2014 | Tamworth Phoenix | 52 – 0 | Gateshead Senators |  |

| 27 luglio 2014 | Nottingham Caesars | 0 – 41 | Lancashire Wolverines |  |

| 27 luglio 2014 | London Warriors | 33 – 13 | London Blitz |  |

| 27 luglio 2014 | Cambridgeshire Cats | 24 – 29 | London Olympians |  |

| 27 luglio 2014 | East Kent Mavericks | 32 – 41 | Berkshire Renegades |  |

#### 16ª giornata
| 3 agosto 2014 | Doncaster Mustangs | 8 – 28 | Sheffield Predators |  |

| 3 agosto 2014 | Tamworth Phoenix | 32 – 13 | Yorkshire Rams |  |

| 3 agosto 2014 | Lancashire Wolverines | 63 – 0 | Gateshead Senators |  |

| 3 agosto 2014 | Colchester Gladiators | 0 – 57 | Bristol Aztecs |  |

#### 17ª giornata
| 10 agosto 2014 | Tamworth Phoenix | 7 – 14 | East Kilbride Pirates |  |

| 10 agosto 2014 | Yorkshire Rams | 25 – 0 | Nottingham Caesars |  |

| 10 agosto 2014 | Sheffield Predators | 6 – 18 | Lancashire Wolverines |  |

| 10 agosto 2014 | Bristol Aztecs | 14 – 28 | London Blitz |  |

| 10 agosto 2014 | South Wales Warriors | 0 – 26 | London Olympians |  |

#### 18ª giornata
| 17 agosto 2014 | Sheffield Predators | 8 – 9 | Coventry Jets |  |

| 17 agosto 2014 | Birmingham Bulls | 48 – 0 | Doncaster Mustangs |  |

| 17 agosto 2014 | London Olympians | 1 – 0 (a tavolino) | Colchester Gladiators |  |

### Classifica
Le classifiche della regular season sono le seguenti.
- PCT = percentuale di vittorie, G = partite giocate, V = partite vinte, P = partite perse, PF = punti fatti, PS = punti subiti

#### Premiership North
| Pos. | Squadra               | PCT   | G | V | N | P | PF  | PS  |
| ---- | --------------------- | ----- | - | - | - | - | --- | --- |
| 1    | East Kilbride Pirates | 1.000 | 9 | 9 | 0 | 0 | 327 | 23  |
| 2    | Tamworth Phoenix      | .889  | 9 | 8 | 0 | 1 | 346 | 39  |
| 3    | Lancashire Wolverines | .667  | 9 | 6 | 0 | 3 | 224 | 127 |
| 4    | Coventry Jets         | .667  | 9 | 6 | 0 | 3 | 142 | 73  |
| 5    | Yorkshire Rams        | .556  | 9 | 5 | 0 | 4 | 150 | 116 |
| 6    | Sheffield Predators   | .444  | 9 | 4 | 0 | 5 | 150 | 193 |
| 7    | Birmingham Bulls      | .444  | 9 | 4 | 0 | 5 | 179 | 166 |
| 8    | Gateshead Senators    | .222  | 9 | 2 | 0 | 7 | 108 | 313 |
| 9    | Nottingham Caesars    | .111  | 9 | 1 | 0 | 8 | 46  | 297 |
| 10   | Doncaster Mustangs    | .000  | 9 | 0 | 0 | 9 | 44  | 369 |

#### Premiership South
| Pos. | Squadra               | PCT   | G | V | N | P | PF  | PS  |
| ---- | --------------------- | ----- | - | - | - | - | --- | --- |
| 1    | London Warriors       | 1.000 | 8 | 8 | 0 | 0 | 454 | 19  |
| 2    | London Blitz          | .875  | 8 | 7 | 0 | 1 | 461 | 79  |
| 3    | Bristol Aztecs        | .750  | 8 | 6 | 0 | 2 | 270 | 125 |
| 4    | London Olympians      | .625  | 8 | 5 | 0 | 3 | 139 | 183 |
| 5    | Berkshire Renegades   | .375  | 8 | 3 | 0 | 5 | 82  | 240 |
| 6    | South Wales Warriors  | .375  | 8 | 3 | 0 | 5 | 58  | 244 |
| 7    | Cambridgeshire Cats   | .250  | 8 | 2 | 0 | 6 | 135 | 252 |
| 8    | Colchester Gladiators | .125  | 8 | 1 | 0 | 7 | 71  | 339 |
| 9    | East Kent Mavericks   | .125  | 8 | 1 | 0 | 7 | 133 | 332 |

## Playoff

### Tabellone
|  | Quarti di finale      | Quarti di finale      | Quarti di finale |                  |                       | Semifinali            | Semifinali | Semifinali |  |  | XXVIII Britbowl | XXVIII Britbowl | XXVIII Britbowl |  |
|  |                       |                       |                  |                  |                       |                       |            |            |  |  |                 |                 |                 |  |
|  | London Warriors       | London Warriors       | 52               |                  |                       |                       |            |            |  |  |                 |                 |                 |  |
|  | London Warriors       | London Warriors       | 52               |                  |                       |                       |            |            |  |  |                 |                 |                 |  |
|  | Coventry Jets         | Coventry Jets         | 6                |                  |                       |                       |            |            |  |  |                 |                 |                 |  |
|  | Coventry Jets         | Coventry Jets         | 6                |                  | London Warriors       | London Warriors       | 41         |            |  |  |                 |                 |                 |  |
|  |                       |                       |                  |                  | London Warriors       | London Warriors       | 41         |            |  |  |                 |                 |                 |  |
|  |                       |                       | Tamworth Phoenix | Tamworth Phoenix | 14                    |                       |            |            |  |  |                 |                 |                 |  |
|  | Tamworth Phoenix      | Tamworth Phoenix      | Tamworth Phoenix | Tamworth Phoenix | 14                    | 20                    |            |            |  |  |                 |                 |                 |  |
|  | Tamworth Phoenix      | Tamworth Phoenix      |                  |                  |                       |                       |            |            |  |  |                 |                 |                 |  |
|  | Bristol Aztecs        | Bristol Aztecs        | 10               |                  |                       |                       |            |            |  |  |                 |                 |                 |  |
|  | Bristol Aztecs        | Bristol Aztecs        | 10               |                  | London Warriors       | London Warriors       | 10         |            |  |  |                 |                 |                 |  |
|  |                       |                       |                  |                  |                       |                       |            |            |  |  |                 |                 |                 |  |
|  |                       |                       | London Blitz     | London Blitz     | 8                     |                       |            |            |  |  |                 |                 |                 |  |
|  | East Kilbride Pirates | East Kilbride Pirates | London Blitz     | London Blitz     | 8                     | 52                    |            |            |  |  |                 |                 |                 |  |
|  | East Kilbride Pirates | East Kilbride Pirates |                  |                  |                       |                       |            |            |  |  |                 |                 |                 |  |
|  | London Olympians      | London Olympians      | 18               |                  |                       |                       |            |            |  |  |                 |                 |                 |  |
|  | London Olympians      | London Olympians      | 18               |                  | East Kilbride Pirates | East Kilbride Pirates | 0          |            |  |  |                 |                 |                 |  |
|  |                       |                       |                  |                  | East Kilbride Pirates | East Kilbride Pirates | 0          |            |  |  |                 |                 |                 |  |
|  |                       |                       | London Blitz     | London Blitz     | 44                    |                       |            |            |  |  |                 |                 |                 |  |
|  | London Blitz          | London Blitz          | London Blitz     | London Blitz     | 44                    | 53                    |            |            |  |  |                 |                 |                 |  |
|  | London Blitz          | London Blitz          |                  |                  |                       |                       |            |            |  |  |                 |                 |                 |  |
|  | Lancashire Wolverines | Lancashire Wolverines | 6                |                  |                       |                       |            |            |  |  |                 |                 |                 |  |

### Quarti di finale
| 24 agosto 2014 | East Kilbride Pirates | 52 – 18 | London Olympians |  |

| 24 agosto 2014 | London Blitz | 53 – 6 | Lancashire Wolverines |  |

| 24 agosto 2014 | London Warriors | 52 – 6 | Coventry Jets |  |

| 24 agosto 2014 | Tamworth Phoenix | 20 – 10 | Bristol Aztecs |  |

### Semifinali
| 31 agosto 2014 | East Kilbride Pirates | 0 – 44 | London Blitz |  |

| 31 agosto 2014 | London Warriors | 41 – 14 | Tamworth Phoenix |  |

### XXVIII Britbowl
| 12 settembre 2014 | London Warriors | 10 – 8 | London Blitz |  |

## Verdetti
- London Warriors Campioni della Gran Bretagna e vincitori del Britbowl 2014